# ویریا
ویریا (به فرانسوی: Viriat) یک کمون در فرانسه است که در Canton of Viriat واقع شده‌است.

## خصوصیات
ویریا ۴۵٫۳۵ کیلومترمربع مساحت و ۵٬۷۳۵ نفر جمعیت دارد و ۲۳۰ متر بالاتر از سطح دریا واقع شده‌است.

## خواهرخوانده
شهر سوربولو خواهرخواندهٔ ویریا هست.